# 월터 리드
월터 리드(Walter Reed, 1851년 9월 13일 – 1902년 11월 23일)는 1901년 쿠바 의사 카를로스 핀라이의 황열이 직접 접촉이 아닌 특정 모기 종에 의해 전파된다는 이론을 확인한 팀을 이끈 미국 육군 의사였다. 이러한 통찰력은 역학 (의학) 및 생물의학이라는 새로운 분야에 추진력을 주었으며, 즉각적으로 미국의 파나마 운하 (1904–1914) 건설 작업 재개 및 완료를 가능하게 했다. 리드는 핀라이가 시작하고 "최초의 미국 세균학자"라고 불리는 조지 밀러 스턴버그가 지시한 작업을 이었다.

## 초기 및 가족 생활
리드는 글로스터 (버지니아주)에서 루멜 서튼 리드(순회 감리교회 목사)와 그의 첫 번째 아내 파라바 화이트의 다섯째 아이로 태어났다. 어린 시절, 그의 가족은 아버지가 설교 여행을 하는 동안 노스캐롤라이나주 머프리스보로에 있는 어머니의 가족과 함께 살았다. 그의 두 형은 나중에 명성을 얻었는데, J.C.는 아버지처럼 버지니아에서 목사가 되었고, 크리스토퍼는 캔자스주 위치토와 나중에 미주리주 세인트루이스에서 판사가 되었다. 그들의 어린 시절 집은 머프리스보로 역사 지구에 포함되어 있다.
미국 남북 전쟁 이후 1866년 12월, 리드 목사는 버지니아주 해리슨버그의 메리 C. 버드 카일 부인과 재혼하여 딸을 두었다. 젊은 월터는 버지니아 대학교에 입학했다. 2년 후, 리드는 1869년에 18세가 되기 두 달 전에 의무박사 학위를 취득했다. 그는 이 대학에서 의무박사 학위를 받은 최연소자였다.

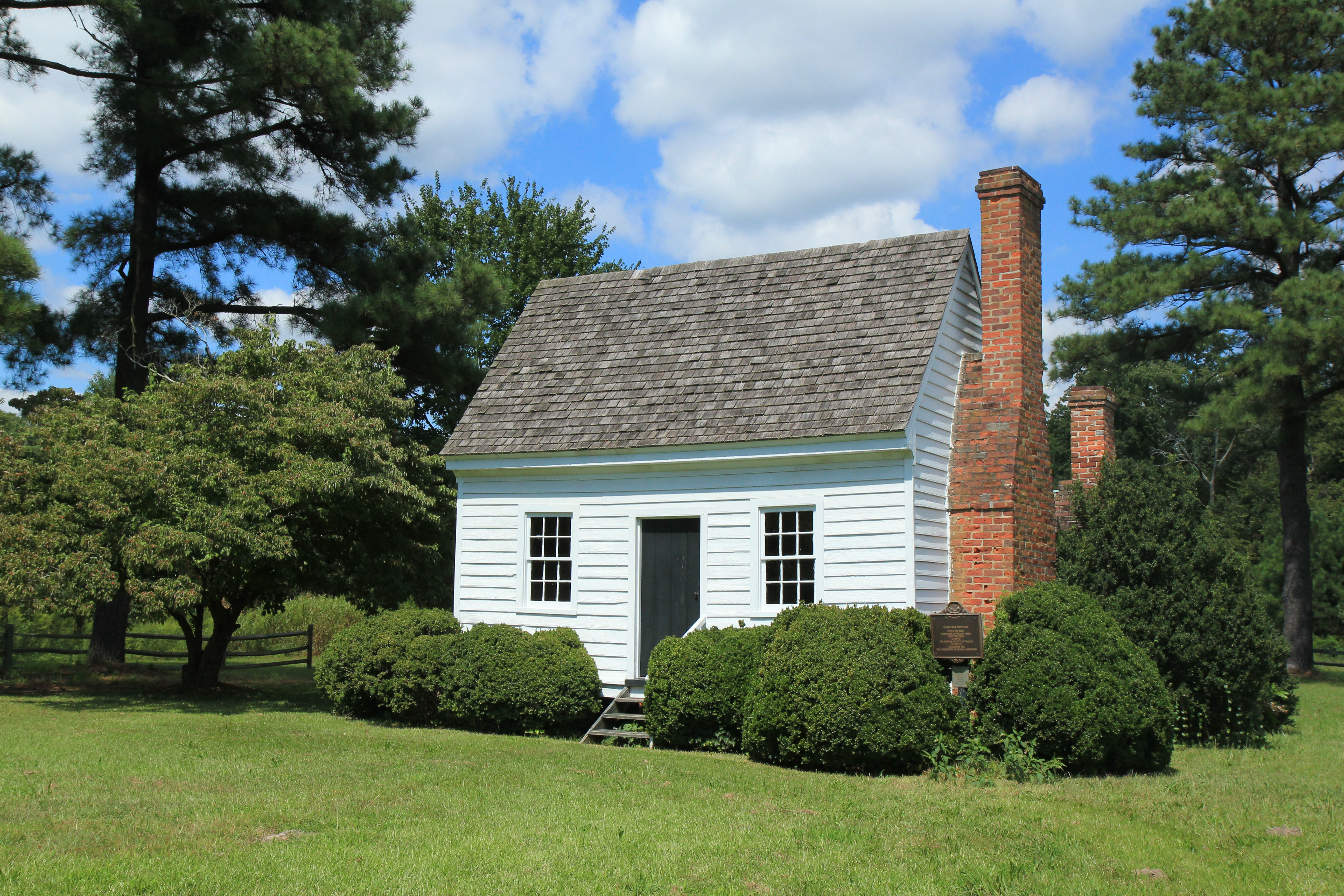
월터 리드 생가

리드는 이어서 뉴욕 대학교의 벨뷰 병원 의과 대학에 등록했고, 그곳에서 1870년에 두 번째 의무박사 학위를 취득했다. 그의 형 크리스토퍼는 법률 사무소를 차리려고 시도했다. 뉴욕시의 여러 병원에서 인턴십을 마친 후, 리드는 1875년까지 뉴욕 보건국에서 일했다.

## 개인 생활
그는 1876년 4월 26일 노스캐롤라이나 출신의 에밀리 블랙웰 로렌스(1856-1950)와 결혼하여 그녀를 서부로 데려갔다. 나중에 에밀리는 아들 월터 로렌스 리드 (1877-1956)와 딸 에밀리 로렌스 리드 (1883-1964)를 낳았다. 변경 캠프에 주둔하는 동안, 부부는 또한 수지라는 이름의 미국 원주민 소녀를 입양했다.

## 미국 육군 의무대
젊음이 자신의 영향력을 제한하고 도시 생활에 불만을 느낀 리드는 미국 육군 의무대에 합류했다. 이는 그에게 전문적인 기회와 가족을 부양하고 지원할 수 있는 적절한 재정적 안정을 제공했다. 1875년 리드가 30시간의 고된 시험을 통과한 후, 육군 의무대는 그를 보조 외과의사로 입대시켰다. 이때쯤 그의 형제 중 두 명은 캔자스에서 일하고 있었고, 월터는 곧 미국 서부로 발령받았다. 다음 16년 동안, 육군은 이 직업 장교를 여러 전초 기지에 배치하여 미국 군인과 그들의 부양 가족뿐만 아니라 다양한 미국 원주민 부족, 한때는 제로니모를 포함한 수백 명의 아파치족을 돌보는 책임을 맡겼다. 리드는 전염병이 초래할 수 있는 황폐화를 알아차리고 위생 상태에 대한 우려를 유지했다. 그의 마지막 근무 중 하나에서, 그는 존스 홉킨스 대학교 병원 병리 연구실에서 병리학 및 세균학 고급 과정을 마쳤다.
포트 로빈슨 (네브래스카주)에 주둔하는 동안, 리드는 우물에 빠져 발목을 다친 스위스 이민자 쥘 상도즈를 치료했다. 리드는 상도즈의 발을 절단하려고 했지만, 상도즈는 동의를 거부했고, 리드는 광범위한 치료를 통해 발을 살리는 데 성공했다. 리드가 상도즈의 아버지에게 보낸 편지 사진은 상도즈의 딸 마리 상도즈의 1935년 상도즈 전기인 《올드 쥘》의 초판에 실려 있다.
1893년, 리드는 조지 워싱턴 대학교 의과대학 및 보건과학부와 워싱턴 D.C.에 새로 개설된 육군 의과대학의 교직원으로 합류하여 세균학 및 임상 현미경학 교수로 재직했다. 그는 교육 책임 외에도 적극적으로 의학 연구 프로젝트를 수행했으며, 나중에 국립의료박물관 (NMHM)이 된 육군 의학 박물관의 큐레이터로도 활동했다. 이러한 직책은 또한 리드가 의학계의 주변부에서 벗어날 수 있게 해주었다.
1896년, 리드는 처음으로 의학 연구자로서 두각을 나타냈다. 그는 포토맥강 근처에 주둔한 사병들 사이에서 발생한 황열이 강물을 마신 결과가 아님을 증명했다. 그는 황열에 걸린 사병들이 밤에 현지 습지 숲을 통해 길을 다니는 습관이 있음을 관리들에게 보여주었다. 황열에 걸리지 않은 동료 장교들은 그렇게 하지 않았다. 리드는 또한 포토맥강에서 물을 마신 현지 민간인들이 질병 발생과 관련이 없음을 증명했다.
리드는 미국-스페인 전쟁 동안 미국 육군 야영지의 질병을 연구하기 위해 쿠바로 갔다. 1898년에 장티푸스 전염병을 조사하기 위해 구성된 위원회의 위원장으로 임명된 리드와 그의 동료들은 대변과의 접촉과 파리에 오염된 음식이나 음료가 그 전염병을 일으켰음을 보여주었다. 황열 또한 이 시기 육군에게 문제가 되었는데, 쿠바에서 수천 명의 군인들을 쓰러뜨렸다.
1900년 5월, 리드 소령은 미국 육군 군의감 조지 밀러 스턴버그가 열대 질병, 특히 황열을 연구하도록 위촉한 조사 위원회의 수장으로 임명되면서 쿠바로 돌아왔다. 스턴버그는 질병의 세균설의 광범위한 수용과 미생물 감염을 연구하는 새로운 방법으로 인해 큰 발전이 있던 시기에 세균학의 초기 전문가였다. 쿠바에서 미국 육군 황열 위원회를 이끌었던 리드는 황열이 모기에 의해 전파되며, 황열 희생자의 체액과 배설물로 오염된 옷이나 침구류와 같은 포마이트에 의해 전파된다는 일반적인 믿음이 틀렸음을 입증했다. 이러한 점들은 1900년 11월 리드의 조수이자 친구인 제시 윌리엄 라지어를 기리기 위해 명명된 미군 캠프 라제아에서 극적인 일련의 실험을 통해 입증되었다. 라지어는 이 프로젝트를 수행하던 중 황열로 사망했다.
이 위험한 연구는 황열에 감염된 모기에 물리는 것을 허용한 일부 의료진을 포함한 인간 자원봉사자들을 사용하여 수행되었다. 이 연구의 결론은 곧 파나마에 적용되었으며, 모기 박멸은 파나마 운하 건설 중 황열 발생을 억제하는 데 크게 기여했다. 파나마의 황열 전염병은 불과 20년 전 프랑스의 파나마 지협 가로지르는 운하 건설 시도를 좌절시켰었다.
비록 리드가 황열을 '이긴' 공로를 많이 인정받았지만, 리드 자신은 쿠바 의학자 카를로스 핀라이에게 황열의 매개체로 모기를 식별하고 질병을 통제하는 방법을 제안한 공로를 돌렸다. 리드는 종종 자신의 기사에서 핀라이를 인용하고 개인 서신에서도 그에게 공로를 인정했다. 쿠바 의사는 모기가 황열의 매개체라는 가설의 끈질긴 옹호자였으며, 질병을 전파하는 종을 정확하게 식별했다. 가설을 증명하기 위한 그의 실험은 많은 의학 전문가들에게 무시되었지만, 리드의 연구의 기초가 되었다. 최근에는 의료 및 군 인력을 연구 대상으로 사용하는 것의 정치적, 윤리적 측면이 의문시되고 있다.
리드는 1901년 쿠바에서 돌아와 황열에 대한 강연과 출판을 계속했다. 그의 연구를 인정받아 리드는 하버드와 미시간 대학교에서 명예 학위를 받았다.
1902년 11월, 리드는 맹장 파열을 겪었다. 그는 1902년 11월 23일, 51세의 나이로 복막염으로 사망했다. 그는 알링턴 국립묘지에 묻혔다.

## 유산

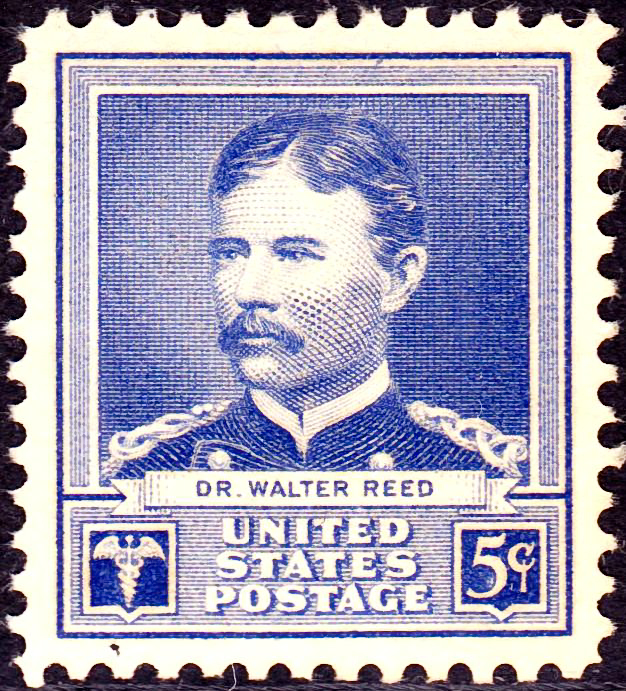
월터 리드
1940년 발행

리드의 황열 연구의 돌파구는 생물의학의 중요한 이정표로 널리 평가되며, 새로운 연구와 인본주의의 지평을 열었다. 이는 주로 카를로스 J. 핀라이가 1870년대 쿠바에서 수행한 연구의 연장선이었으며, 1900년에 드디어 주목을 받았다. 핀라이는 1881년에 모기가 황열을 일으키는 유기체의 운반체, 즉 현재 질병 매개체로 알려진 것이라고 처음으로 이론화했다. 즉, 질병에 걸린 사람을 문 모기가 건강한 사람을 물어 감염시킬 수 있다는 것이다. 그는 1881년 국제 위생 회의에서 이 이론을 발표했으며, 이는 호평을 받았다. 1년 후 핀라이는 숲모기속의 모기가 황열을 전파하는 유기체라고 식별했다. 그의 이론은 질병의 확산을 통제하는 방법으로 모기 개체수를 통제할 것을 권장하는 것으로 이어졌다.
이 발견은 윌리엄 C. 고가스가 1903년부터 미국의 파나마 운하 건설 캠페인 동안 파나마에서 모기 매개 질병의 발생률과 유병률을 줄이는 데 도움이 되었다. 이전에 매년 노동력의 약 10%가 말라리아와 황열로 사망했다.
1912년에 그는 황열 퇴치 공로를 인정받아 사후에 월터 리드 메달로 알려진 상을 받았다. 열대 의학 과정 또한 그의 이름을 따서 월터 리드 열대 의학 과정으로 명명되었다. 메릴랜드주 베세즈다에 있는 국립의학도서관은 그의 장티푸스 연구에 관한 자료집을 소장하고 있다. 1950년 생리학 또는 의학 노벨상 수상자인 필립 쇼월터 헨치는 월터 리드와 황열에 대해 오랫동안 관심을 가졌다. 수천 점의 문서, 사진, 유물을 포함하는 그의 소장품은 버지니아 대학교의 필립 S. 헨치 월터 리드 황열 소장품에 보관되어 있다. 리드 자신이 쓴 수백 통의 편지를 포함하여 이 소장품의 7,500개 이상의 항목이 이 소장품 전용 웹 전시에서 온라인으로 접근할 수 있다.
그 메달, 과정, 그리고 그를 기리기 위해 발행된 우표(그림 참조) 외에도, 이 의학 선구자의 이름을 딴 장소와 기관은 다음과 같다:
- 월터 리드 종합병원 (WRGH), 워싱턴 D.C.는 그의 사망 7년 후인 1909년 5월 1일에 문을 열었다. 이 병원은 2011년에 봉헌된 메릴랜드주 베세즈다의 국립해군군의료센터 부지에 건설된 새로운 병원 단지인 월터 리드 국립 군의료센터와 합병되었다.
- 래드포드 칼리지(현재 래드포드 대학교)의 리드 홀은 1939년에 과학 분야의 원래 본관으로 건설되었으며, 월터 리드 박사의 이름을 따서 명명되었다. 현재 래드포드 대학의 아르티스 과학기술대학의 일부이다.[14]
- 월터리드 미군의료센터 (WRAMC)는 WRGH의 후계 기관으로 1977년에 문을 열었으며 2011년에 폐쇄되었다. 이 병원은 미국 육군의 전 세계 3차 진료 의료 센터였으며, 국회의원과 대통령이 이용했다.
- 워싱턴 D.C. 근처의 월터 리드 육군연구소 (WRAIR)는 미국 국방부가 관리하는 가장 큰 생물의학 연구 시설이며 육군 의과대학의 후계 기관이다.
- 월터 리드 생물계통학부는 월터 리드 육군연구소의 지휘 아래 운영되며, 의학적으로 중요한 절지동물의 계통분류학 연구를 수행한다.
- 월터 리드 생가는 1973년에 미국 국립사적지에 추가되었다.[15]
- 글로스터 (버지니아주)의 리버사이드 월터 리드 병원(리드의 생가 근처)은 1977년 9월 13일에 문을 열었다.
- 알링턴군 (버지니아주)에는 리드의 이름을 딴 두 개의 시설이 있다: 웨스트오버의 리드 학교와 알링턴 빌리지의 월터 리드 드라이브 근처의 커뮤니티/노인 센터.
- 노스할리우드 (캘리포니아주)의 월터 리드 중학교는 리드를 기리기 위해 명명되었다.
- 월터 리드 육군 의료 센터 소방관 워싱턴 D.C. IAFF F151
- 리드는 뉴욕시 리버사이드 교회의 거대한 석조 제단 칸막이 조각에 등장한다. (1섹션 "의사"가 아닌 4섹션 "인도주의자"에 속한다.)

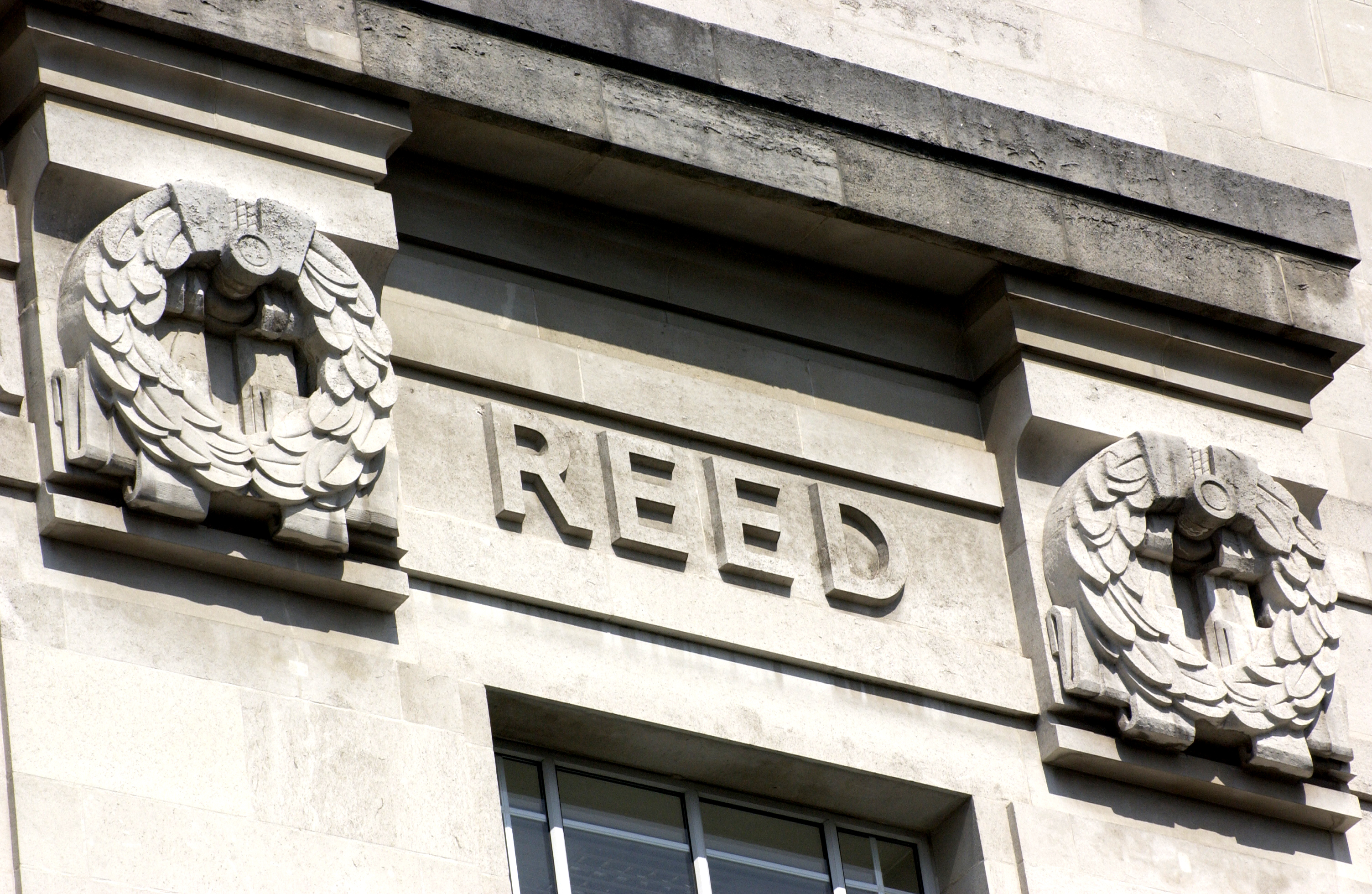
LSHTM 프리즈에 새겨진 월터 리드의 이름

시드니 하워드가 폴 데 크루이프와 공동으로 쓴 1934년 브로드웨이 연극 《옐로우 잭》에서 존 밀턴이 리드를 연기했다. 하코트 브레이스 앤 컴퍼니는 1934년에 이 연극을 《옐로우 잭: 역사》라는 제목의 책으로 출판했다. 루이스 스톤은 메트로 골드윈 메이어의 1938년 영화 각색작인 《옐로우 잭》에서 그 역할을 맡았다. 이 연극과 시나리오는 텔레비전 에피소드(모두 "옐로우 잭"이라는 제목)인 셀라네스 극장(1952)과 프로듀서스 쇼케이스 (1955)에서 각색되었다. 후자에서는 브로더릭 크로퍼드가 리드를 연기했다.
제프리 헌터는 1962년 옴니버스 쇼 죽음의 계곡의 나날들의 "수지"라는 제목의 에피소드에서 리드를 연기했다. 2006년, PBS의 아메리칸 익스피리언스 텔레비전 시리즈는 리드의 황열 캠페인을 탐구하는 프로그램 "더 그레이트 피버"를 방영했다. PBS 웹사이트에는 1차 자료 링크를 포함하여 많은 추가 정보가 포함되어 있다.
리드의 이름은 런던 위생 열대의학 대학원의 프리즈에 새겨져 있다. 1926년 케펠 스트리트에 학교 건물이 건설될 때 공중 보건 및 열대 의학 선구자 23명의 이름이 학교 건물에 전시되도록 선정되었다.

## 같이 보기
- 미국의 인체 실험

## 더 읽어보기
- 빈, 윌리엄 B., Walter Reed: A Biography, 샬러츠빌: 버지니아 대학교 출판부, 1982.
- 빈, 윌리엄 B., "Walter Reed and Yellow Fever", JAMA 250.5 (1983년 8월 5일): 659–62. doi:10.1001/jama.1983.03340050071035
- Pierce J.R., (2005). Yellow Jack: How Yellow Fever Ravaged America and Walter Reed Discovered its Deadly Secrets. John Wiley and Sons. ISBN 0-471-47261-1
- de Kruif, Paul (1926). 〈ch. XI Walter Reed: In the Interest of Science – and for Humanity!〉. 《Microbe Hunters》. Blue Ribbon Books. New York: Harcourt Brace & Company Inc. 311–333쪽. 2020년 10월 14일에 확인함.